# Peña de Folenche
Peña de Folenche (llamada oficialmente Santa María de Pena Folenche) es una parroquia y un lugar del municipio español de Puebla de Trives, en la provincia de Orense, Galicia.

## Toponimia
La parroquia también es conocida por los nombres de Santa María de Pena de Folenche, Santa María de Peña de Folenche, Santa María de Peñafolenche y Santa Mariña de Pena Folenche.

## Organización territorial
La parroquia está formada por una entidad de población:
- Peñafolenche (Pena Folenche)

## Demografía
Gráfica demográfica del lugar y parroquia de Peña de Folenche según el INE español:
| Gráfica de evolución demográfica de Peña de Folenche entre 2000 y 2023 |
|                                                                        |
| Datos según el nomenclátor publicado por el INE.                       |